# Алаш (партия)
Па́ртия «Ала́ш» (каз. «Алаш» партиясы, кирг. Алаш партиясы) — казахское политическое движение, объединившее казахскую и кыргызскую интеллигенцию, созданное в 1917 году журналистом и публицистом Алиханом Букейхановым, лингвистом, поэтом и переводчиком Ахметом Байтурсыновым и писателем Миржакипом Дулатовым. Председатель партии — Алихан Букейханов. Официальный орган партии — газета «Казах».
Ликвидирована большевиками, и прекратила существование в 1920 году.

## История партии
Образована из группы членов партии кадетов — этнических казахов, оформившейся во время событий 1905 г.
На Первом Всекиргизском съезде, проходившем в Оренбурге с 21 по 28 июля 1917 года, произошло организационное оформление данной партии . На этом же съезде были приняты решения по 14 вопросам, в том числе таким ключевым, как форма государственного устройства России (парламентская федеративная республика), республика казахских областей, землеустройство казахского народа, отношение к религии, вопрос о положении казахской женщины, подготовка выборов в Учредительное собрание.
Проект программы партии «Алаш», опубликованный перед выборами в Учредительное собрание России, ставил в качестве первоочередных задач всеобщее избирательное право, пропорциональное национальное представительство, демократическую Российскую федеративную республику с президентом и законодательной Думой, равенство республик, входящих в состав России, демократические свободы, отделение церкви от государства, равноправие языков и др. В ноябре 1917 г. на выборах в Учредительное собрание партия «Алаш» получила большинство голосов и 43 депутатских места. По количеству голосов, полученных на выборах в Учредительное собрание (262404 голоса), «Алаш» занимала 8 место среди полусотни партий, существовавших в России накануне Октябрьской революции
На Втором всеказахском съезде в декабре 1917 г. была провозглашена Алашская республика и сформирован временный Народный Совет, которому присвоено наименование «Алаш-Орда». Предусматривалось последующее утверждение Конституции Алашской республики Всероссийским Учредительным собранием.

## Программа создания автономии Алаш

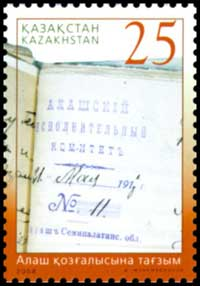
«Памяти движения Алаш», почтовая марка Казахстана

На заседании общеказахского съезда в Оренбурге, 5-13 декабря 1917 года на голосование была вынесена программа создания Алашской автономии. Распространение политического вакуума делало необходимым организацию твердой власти, которую признавало бы все население казак-киргизских областей.
I. Образовать территориально-национальную автономию областей Букеевской Орды, Уральской, Тургайской, Акмолинской, Семипалатинской, Семиреченской, Сырь-Дарьинской, киргизских уездов Ферганской, Самаркандской, Аму-Дарьинского отдела, Закаспийской области, смежных киргизских волостей Алтайской губернии, представляющих сплошную территорию с господствующим населением казах-киргизского единого происхождения, единой культуры, истории и единого языка.
II. Автономии казах-киргизских областей присвоить название «Алаш».
III. Территория автономных областей Алаш со всеми богатствами, находящимися на поверхности земли, водами, их ресурсами, а также недрами земли составляет собственность Алаша.
IV. Конституция автономии Алаш утверждается Всероссийским Учредительным собранием.
V. Всем, кто живет среди казах-киргизов, гарантируются права меньшинства. Во всех учреждениях автономии Алаш представители всех наций должны быть представлены пропорционально. Представляется также экстерриториальная и культурная автономия тем, кто без территории окажется в пределах автономии Алаш.
VI. В целях спасения области Алаш от общего развала, анархии, организовать временный народный совет Алаш-Орда, состоящий из 25 членов, 10 мест из которых предоставить русским и другим народам, живущим среди казах-киргизов. Местом пребывания Алаш-Орды временно избрать Семипалатинск. Алаш-Орда должна немедленно взять в свои руки всю исполнительную власть над казах-киргизским населением.
VII. Алаш-Орда обязуется принять энергичные меры к созданию народной милиции.
VIII. Алаш-Орда обязана в ближайшее время созвать учредительное собрание автономии Алаш на началах, выработанных им применительно к существующим правилам о производстве выборов в общее Российское Учредительное собрание.
IX. Алаш-Орда уполномочивается съездом: 1) заключать займы; 2) вести переговоры в блоках с другими автономными соседями, причем заключение договора предоставляется учредительному собранию Алаш.
X. К учредительному собранию Алаш народный совет обязан предоставить выработанный им проект конституции автономии Алаш.
По вопросу о времени объявления автономии съезд разбился на два течения. Представители Уральской, отчасти Сыр-Дарьинской области и Букеевской орды доказывали необходимость немедленного объявления автономии. Делегаты других областей полагали объявление предоставить центральному народному совету, по организации милиции и по окончании переговоров с киргизских населением Туркестанского края и с другими народностями, живущими в киргизских областях. Вопрос этот был поставлен на поименное голосование
За немедленное объявление автономии проголосовали 33 делегата. Против немедленного объявления автономии проголосовало 40 делегатов, среди них: Ахмет Байтурсынов, Алихан Букейханов, Магжан Жумабаев, Миржакып Дулатов. Воздержались три делегата: Мустафа Чокай, Азимхан Кенесарин и Ахмед Чегиров.

Таким образом, объявление автономии Алаш было отложено на неопределённый срок до проведения съезда народного совета Алаш.

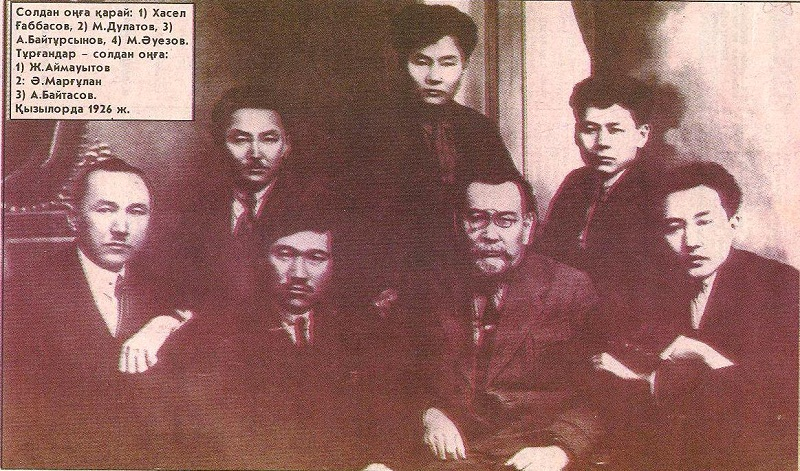
Деятели партии «Алаш». Слева направо: 1) Х. Габбасов 2) М. Дулатов 3) А. Байтурсынов 4) М. Ауезов. Стоят (слева направо): 1) Д. Аймаутов 2) А. Маргулан 3) А. Байтасов. Кзыл-Орда, 1926

Федерация представлялась оптимальной формой правового регулирования взаимоотношений центра и национально-территориальных автономий. Самостоятельность в форме автономии не означало полной независимости. В этом требовании лидеры «Алаш» были реалистами, учитывая глубину интегрированности в политическую и экономическую систему России. Детальное разграничение полномочий центра и автономий представлялось делом, регулируемым последующими договоренностями и законодательством. Лидер «Алаш-Орды» Алихан Букейханов в обращениях к предполагаемым союзникам заявлял, что среди алашистов «нет стремлений к сепаратизму. Мы едины с великой демократической Федеративной Россией», «мы — западники. В своем стремлении приобщить народ к культуре мы не смотрим на Восток… Получить культуру мы сможем… через Россию, при посредстве русских».

## Репрессии
Пришедшими к власти большевиками партия «Алаш» была немедленно упразднена, а все её руководители, несмотря на амнистию, были в 30-х годах расстреляны. При этом сама Алаш орда в период гражданской войны, активно участвовала в репрессиях против революционных масс. Ярким примером, является убийство казахского и туркестанского революционнера, стороника большевиков - Амангельды Иманова. 

## Выборочный именной указатель членов партии Алаш
Участники второго Общеказахского съезда в Оренбурге 5-13 декабря 1917 года
| Википедия                            | Уикипедия                | Краткая информация |
| ------------------------------------ | ------------------------ | --- |
| • Адилов Абуали                      |                          | |
| • Алдияров Абубакир                  | • Әбубәкір Алдияров      | (1878(1881) — 1938), казахский общественный деятель, врач. |
| • Алимбеков Иман                     | •                        | |
| • Аманжолов, Садык                   | • Садық Аманжолов        | (1885—1941), казахский общественный деятель, юрист. |
| • Байгорин Алжан                     | •                        | |
| • Байтурсынов Ахмет                  | • Ахмет Байтұрсынұлы     | (1872—1937), казахский общественный и государственный деятель, просветитель, ученый-лингвист, литературовед, тюрколог, переводчик. |
| • Бердалин Кабыш (Абдулжапар)        | •                        | (1868—1935), казахский государственный, общественный, религиозный деятель, известный акын, волостной волости Кара-Оба. Председатель Павлодарского уездного Комитета «Алаш-Орда». Вместе с Ахметоллой Барлыбаевым был делегатом от Павлодарского уезда на II Общеказахском съезде «Алаш» в г. Оренбурге 5 — 13.12.1917 г. |
| • Беремжанов, Газымбек Кургамбекович | •                        | |
| • Боштаев Мукыш                      | • Мұқыш Боштаев          | (1897—1921), казахский общественный деятель, юрист. |
| • Букейханов, Алихан                 | • Әлихан Бөкейхан        | (1866—1937) — казахский общественный деятель, преподаватель, журналист, этнограф. |
| • Габбасов, Халел Ахметжанулы        | • Халел Ғаббасов         | (1888—1931) — казахский общественный деятель, журналист, физик-математик. |
| • Есполов Мырзагали                  | • Мырзағазы Есполов      | |
| • Досмухамедов Жанша                 | • Жанша Досмұхамедов     | |
| • Досмухамедов Халел                 | • Халел Досмұхамедов     | |
| • Джансугуров, Ильяс                 | • Ілияс Жансүгіров       | (1894—1938) — казахский советский поэт, классик казахской литературы. Первый председатель Союза писателей Казахстана (1934—1936). |
| • Дулатов, Миржакип                  | • Міржақып Дулатұлы      | (1885—1935) — казахский поэт, писатель, один из лидеров правительства «Алаш-Орды» и национально-освободительного движения Казахстана. |
| • Жайнаков Ибрагим                   | •                        | Переводчик областного военного губернатора |
| • Сеилбек Жанайдаров                 | • Сейілбек Жанайдаров    | |
| • Жаманмурынов Тель                  | • Тел Жаманмұрынов       | (1888—1938) — казахский общественный деятель, сельхозник |
| • Жумабаев Магжан                    | • Мағжан Жұмабай         | (1893—1938) — казахский советский писатель, публицист, педагог, один из основателей новой казахской литературы |
| • Итбаев Ережеп                      | • Ережеп Итбаев          | |
| • Ипмагамбетов Нургали               | • Нұрғали Ипмағамбетов   | (1883—1922) — делегат II Всероссийского съезда крестьянских депутатов, депутат Уральского областного Совета, военный хирург. |
| • Кальменев Алпыспай                 | • Алпысбай Қалменов      | (1869—1937) — депутат Государственной думы I созыва от Уральской области. |
| • Кенжин, Асфендияр                  | • Аспандияр Кенжин       | |
| • Кенесарин Азимхан                  | • Кенесарыулы Азимхан?   | потомок Кенесары Касымова? |
| • Кусепкалиев Даулетше               | •                        | |
| • Маметов, Базарбай                  | •                        | |
| • Марсеков Раимжан                   | • Райымжан Мәрсеков      | (1877—1937) — казахский общественный деятель, юрист, адвокат, преподаватель, председатель Семипалатинской Земской управы (1918—1919) |
| • Сабатаев, Сатылган                 | • Сатылған Сабатаев      | (1874—1921) — общественный деятель, агроном, востоковед, переводчик. |
| • Сатбаев Ибрагим                    | •                        | |
| • Сейдалин Алмуханбет                | •                        | |
| • Сейдалин Кырымкерей                | •                        | |
| • Сейдалин Тлеумуханбет              | •                        | |
| • Сеитов Асылбек                     | •                        | |
| • Омаров Елдес                       | • Елдес Омаров           | |
| • Танашев Уалитхан                   | • Уәлитхан Танашев       | |
| • Тохтамышев Хамит                   | • Хамит Тоқтамышев       | |
| • Турлыбаев, Айдархан                | • Айдархан Тұрлыбаев     | |
| • Тынышпаев Мухамеджан               | • Мұхаметжан Тынышбайұлы | (1879—1937) — казахский общественный деятель, депутат Второй Государственной Думы России, премьер-министр Туркестанской автономии, член «Алаш Орды», первый казахский инженер-путеец, активный участник проектирования и строительства Туркестано-Сибирской магистрали.                                                  |
| • Узакбаев Абдолла                   | •                        | |
| • Шокай Мустафа                      | • Мұстафа Шоқай          | (1890—1941) — казахский общественный и политический деятель, публицист, идеолог борьбы за свободу и независимость Единого Туркестана. |
| • Шонанов Телжан                     | • Шонанов Телжан         | |

## Киргизское отделение партии «Алаш»

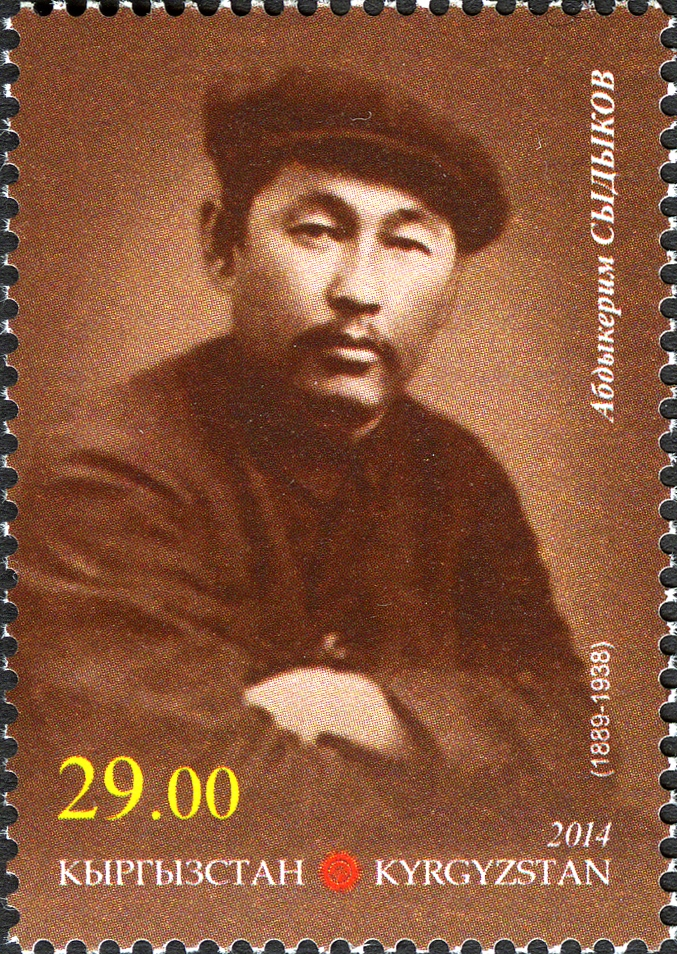
Абдыкерим Сыдыков

Партия «Алаш» пользовалось значительной поддержкой среди киргизов Семиреченской области. Летом 1917 года создаётся Пишпекский филиал партии, во главе которой встал Абдыкерим Сыдыков. В организацию вступили известные в Семиреченской области киргизские аристократы, интеллигенты, общественные деятели и политики как манапы Курман и Искак Лепесовы, родственники и сын одного из предводителей восстания 1916 года Канат-хана Абукина — Касым Абукин, Карыпбай Канатов, а также Иманалы Айдарбеков, Дуур Сооромбаев, Осмоналы Сыдыков, Касымбай Тельтаев, Сатаркул Джангарачев, Садык и Сыдык Мураталины, Касым Тыныстанов, Найзабек Тулин, Сейдахмат Чукин, и многие другие известные и авторитетные личности.
Ветераном партии был просветитель Ишеналы Арабаев, который редактировал в 1913—1918 гг. газету «Казах» — политический орган ЦК партии «Алаш». Он имел близкие отношения с лидерами партии Алиханом Букейхановым и Ахметом Байтурсуновым, которые были его друзьями.
В ряды партии «Алаш» вступили лучшие сыны Кыргызстана. Абдыкерим Сыдыков, Иманалы Айдарбеков и Ишеналы Арабаев вошли в число отцов-основателей советской киргизской государственности. А. Сыдыков писал труды по истории киргизов и экономике кочевого хозяйства. И. Арабаев стал автором первых киргизских азбук и учебников для школ. Дуур Сооромбаев и Курман Лепесов были меценатами, строившими для киргизских детей школы. Осмоналы Сыдыков был первым талантливым и профессиональным историком. Касым Тыныстанов — первым профессором-киргизом, писателем и литературоведом.
Делегатами на 1-м учредительном съезде «Алаш» были киргизы И. Арабаев и Д. Сооромбаев. В работе третьего съезда участвовали киргизы А. Сыдыков, Т. Худайбергенов, К. Лепесов и И. Курманов.
Партия «Алаш» в Пишпекском уезде просуществовала полтора года и была закрыта летом 1918 г. Партия провела в заботах о возвращении киргизских беженцев из Китая, защитой их прав и обеспечении их всем необходимым, действуя самостоятельно и через комиссариаты Туркестанского комитета Временного правительства.
Д. Сооромбаев был расстрелян ЧК в 1921 г. И. Арабаев погиб в тюрьме в 1933 г. К. Лепесов погиб в 1927 г. по пути в ссылку на Украину. И. Курманов погиб в лагерях. К. Канатов был трижды осуждён, провёл в лагерях 30 лет и умер в 1954 г. Историк О. Сыдыков бежал в Китай. В 1938 г. расстреляны А. Сыдыков, И. Айдарбеков, К. Тыныстанов, С. Чукин, Н. Тулин, К. Тельтаев, С. Мураталин и другие.

## Участие воВсероссийском учредительном собрании
На территории будущего Казахстана, как впрочем и в целом, выборы проходили довольно хаотично, результаты подсчитывались очень долго, и данные, имеющиеся на сегодняшний день, можно считать довольно условными. Например, исследователям известно, что в Тургайской области из пяти депутатских мандатов два завоевали эсеры, три — представители партии «Алаш». Аналогичный успех (который, однако, не трансформировался в реальную силу) национал-демократы одержали в Семипалатинском уезде. В городе Уральск подавляющее число голосов было отдано казакам и левым эсерам. В каждом отдельном случае результаты выборов красноречиво отражали интересы тех, кто в большинстве своём проживал на той или иной территории.

## Исследования
Историография движения «Алаш», объединившая исследования партии «Алаш», Алашской автономии и Алашординского правительства, началась публикациями 1919—1920 годов, авторами которых были А. Байтурсынов и С. Сейфуллин. В еженедельнике «Жизнь национальностей» в статье Байтурсынова «Революция и казахи» впервые были проанализированы причины возникновения движения «Алаш», имеющего целями консолидировать казахский народ, остановить разгул анархии после Октябрьской революции. В статье «О киргизской интеллигенции» С. Сейфуллин выступал с критикой движения. С начала 1920-х годов в печати постоянно появлялись публикации сторонников и критиков движения. А. Байдильдин в статье «Революционное движение в Восточной Киргизии» и А. Кенжин в статье «Революционное движение в Киргизии» выступали против однозначного отрицания исторического значения Алашорды.
В 1925 начались гонения на участников движении. В 1929 в Кызылорде вышла книга «Алашорда» Н. Мартиненко с отрицательной оценкой движения «Алаш». В 1930—1932 годах начались репрессии против активистов движения «Алаш», в 1937—1938 годах многие были расстреляны как «враги народа». Информация о движении «Алаш» встречается в трудах эмигрировавших за границу М. Шокая, З. Валиди Тогана, А.Авторханова, Х.Оралтая и др.
С 1991 года восстановлением исторической достоверности о движении «Алаш» занимаются историки А. Г. Сармурзин, М. К. Козыбаев, К. Н. Нурпеис, М. Койгельдиев и Т. Омарбеков. В 1994—1995 годах вышли в свет труды ученых К. Нурпеиса и М.Койгельдиева, посвящённые деятелям движения «Алаш».

## Память
4 июля 2021 года лидерам движения «Алаш» Ахмету Байтурсынову, Алихану Букейханову и Миржакипу Дулатову открыли памятник в Астане.

### Комментарии
1. ↑  До начала событий Февральской революции лидеры и видные деятели казахского национального движения являлись членами кадетской партии, и в Госдуме Российской империи воспринимались как фракция партии конституционных демократов[3].

## Документальные фильмы
- Калила Умаров. «Міржақыптың оралуы» — «Возвращения Мир-Якуба» , Казахтелефильм. 1993. Документальный фильм
- Калила Умаров. «Алаш туралы сөз» — «Слова об Алаш» , Казахтелефильм. 1994. Документальный фильм
- Калила Умаров. «Алашорда», Казахфильм. 2009. Документальный фильм о первой казахской национальной автономии 1917—1920 гг.
- Еркин Ракышев. «Т.Рысқұлов», Казахфильм. 2015. Документальный фильм
- Берик Барысбеков. «Мыржакып Дулатов — мой отец», Казахфильм. 2011. Документальный фильм
- Hasan Oraltay. The Alash movement in Turkestan. — London:
- «Ахмет. Ұлт ұстазы» — Казахстанский сериал 2021г.
- «Мағжан. Мен жастарға сенемін!» — биографический о Магжане Жумабаеве 2022 г.
- «Міржақып. Оян қазақ!» — Казахстанский сериал 2022 г.